# Salaheddine Bassir
Salaheddine Bassir (in arabo صلاح الدين بصير‎?; Casablanca, 5 settembre 1972) è un ex calciatore marocchino, di ruolo attaccante.

## Carriera

### Primi Anni
Salaheddine Bassir muove i primi passi da giovanissimo nelle file del Raja Casablanca. L'anno dopo segna il suo esordio nella massima serie marocchina, il 7 novembre 1994. Dopo una buona stagione d'esordio passa agli arabi del Al-Hilal, dove in due stagioni si conferma come un buon finalizzatore, oltre alle buone doti tecniche e aerobiche.

### Il periodo spagnolo
La stagione 1997-1998 è probabilmente la migliore della sua carriera, infatti passa agli spagnoli del Deportivo La Coruña, dove riesce a giocare con buona continuità e segna 5 gol, nonostante la presenza in squadra di attaccanti come Abreu e Luizão. Inoltre è protagonista della qualificazione del Marocco ai Mondiali di Francia nel 1998, risultando capocannoniere delle qualificazioni. Il Mondiale francese è però dolce-amaro per i marocchini che. nonostante delle buone prestazioni, escono al primo turno dopo una convincente vittoria per 3-0 contro la Scozia grazie a una doppietta proprio di Bassir.
La stagione dopo Bassir è impiegato solo 14 volte dal tecnico degli spagnoli Javier Irureta, mentre le due stagioni seguenti (1999-2000 e 2000-2001) non vede quasi mai il campo, coperto dai vari Pauleta e Turu Flores.

### Dal 2001 a oggi
Nella stagione 2001-2002 Bassir decide di dare una scossa alla sua carriera ormai in declino e approda ai francesi del Lilla, non riuscendo però la ripagare la fiducia riposta in lui a causa della scarsa vena realizzativa. Così l'anno dopo passa all'Aris Salonicco, giocando poco e male.
Così decide di tornare in patria nella squadra che l'aveva fatto esordire per chiudere la carriera e ritirarsi definitivamente nel 2005. Dalla conclusione della sua carriera, Bassir si è cimentato in diverse attività: ha aperto un caffè, l'"Amistad" a Casablanca, ha giocato per un periodo a beach soccer ed è stato membro della giuria dell'"Al Kadam Dahabi" (Il Pattino d'oro). Inoltre ha partecipato ad un reality show in una tv marocchina con lo scopo di scoprire nuovi talenti del gioco del calcio in Marocco.

## Palmarès

### Competizioni nazionali
- Campionato marocchino: 3

Wydad Casablanca: 1991, 1993
Raja Casablanca: 2004
- Coppa del Marocco: 1

Raja Casablanca: 2005
- Campionato spagnolo: 1

Deportivo La Coruña: 1999-2000
- Campionato saudita: 1

Al-Hilal: 1996
- Coppa della Corona del Principe saudita: 1

Al-Hilal: 1995
- Coppa Principe Faysal Bin Fahd: 1

Al-Hilal: 1996

### Competizioni internazionali
- CAF Champions League: 1

Wydad Casablanca: 1992
- Coppa CAF: 1

Raja Casablanca: 2003
- Supercoppa d'Asia: 1

Al-Hilal: 1997
- Coppa delle Coppe dell'AFC: 1

Al-Hilal: 1996-1997
- Champions League araba: 2

Al-Hilal: 1995, 1996